# Епархия Ндалатандо
Епархия Ндалатандо (лат. Dioecesis Ndalatandensis) — епархия Римско-Католической церкви с центром в городе Ндалатандо, Ангола. Епархия Ндалатандо входит в митрополию Маланже. Кафедральным собором епархии Ндалатандо является церковь святого Иоанна Крестителя.

## История
26 марта 1990 года Римский папа Иоанн Павел II издал буллу «Peculiari quidem», которой учредил епархию Ндалатандо, выделив её из архиепархии Луанды. В этот же день епархия Ндалатандо вошла в митрополию Луанды.
10 августа 1975 года епархия Ндалатандо передала часть своей территории для возведения епархии Генрик-де-Кавальо (сегодня — Архиепархия Сауримо).
12 апреля 2011 года епархия Ндалатандо вошла в митрополию Маланже.

## Ординарии епархии
- епископ Pedro Luís Guido Scarpa O.F.M.Cap.[1] (26.03.1990 — 23.07.2005);
- епископ Almeida Kanda (Canda) (23.07.2005 — по настоящее время).

## Источник
- Annuario Pontificio, Libreria Editrice Vaticana, Città del Vaticano, 2010, ISBN 88-209-7422-3
- Булла Peculiari quidem  (лат.)